# Anna Pawłyk
Anna Iwanowna Pawłyk, ukr. Анна Іванівна Павлик (ur. 26 stycznia 1855 we wsi Monastyrskie w pobliżu miasta Kosów, zm. 13 października 1928 we Lwowie) – huculska pisarka, działaczka ukraińskiego ruchu kobiet w Galicji.

## Życiorys
Ze względu na trudną sytuację finansową rodziny Anna nie mogła regularnie chodzić do szkoły. Uczyła się sama, czytając książki i czasopisma przesłane przez brata Mychajło. Rozdawała je też chłopom, za co w 1877 została dwukrotnie aresztowana. W styczniu 1878 została skazana w procesie socjalistów (Rusinów i Polaków) zorganizowanym we Lwowie (wraz z bratem Mychajłem, Iwanem Franką, Ostapem Terlećkim, Iwanem Mendyczewśkim, Feliksem Sielskim, Michałem Koturnickim i Antonim Prebendowskim). Oskarżono ich o udział w tajnym związku uważanym za oddział rosyjskich socjalistów oraz za kolportaż broszur lewicowych. Proces odbił się echem w prasie i przyczynił się do wzrostu popularności socjalizmu w Galicji. Potem Anna była aresztowana w 1879 i 1880 i za każdym razem otrzymywała karę więzienia. Była pierwszą kobietą w Galicji, która prowadziła socjalistyczną agitację wśród chłopów. 
Pisała o niesprawiedliwości władzy, poruszała tematy społeczne. Była członkinią Rusko-Ukraińskiej Partii Radykalnej. Wraz z siostrami Katarzyną (Dowbenczucką) i Paraską wspierała brata Mychajłę w krzewieniu idei socjalistycznych. Na początku lat osiemdziesiątych XIX w., poruszony szykanami ze strony władz, których doświadczały Anna i Paraska, Mychajło Pawłyk napisał list otwarty pt. Konstytucja czy bezprawie? Jawny list do o. Ozarkewycza, posła do wiedeńskiej państwowej dumy z kołomyjskiego, kosowskiego i śniatyńskiego powiatu w Galicji. Wysłał go ruskim posłom do wiedeńskiej Rady Państwa oraz redakcjom gazet we Lwowie.
Anna Pawłyk tworzyła wiersze, w których sprzeciwiała się niesprawiedliwości władzy i Kościoła. Publikowała artykuły, zbierała materiały o foklorze. Jej twórczością zainteresowała się Ołena Pcziłka. Poznała Annę za pośrednictwem Iwana Franki. Anna znała też Nataliję Kobrynską. W sierpniu 1884, korzystając z ruskiego wiecu politycznego w Kołomyi, Kobrynska zorganizowała spotkanie, w którym wzięła udział grupa kobiet, w tym Anna. Zdecydowano wówczas o utworzeniu pierwszej kobiecej organizacji w Galicji. W alamanachu Pierwszy wieniec, zawierającym prace 17 autorek z Ukrainy, wydanym pod redakcją Kobrynskiej, opublikowano esej Anny Pawlik. Pawłyk jako emancypantka na łamach czasopisma „Narod” wydawanego przez jej brata Mychajła i Iwana Frankę krytykowała warunki życia ruskich chłopek na terenie powiatu kosowskiego.
Nękana przez policję, Pawłyk przeniosła się do wsi Czerniowiec na Bukowinie. Pracowała jako szwaczka. Występowała na wiecach robotniczych. W pierwszej połowie lat dziewięćdziesiątych XIX w. była kilka razy aresztowana.
W latach dwudziestych XX wieku Anna Pawłyk pomagała sierotom z Monastyrskiego. Planowała kupić ziemię oraz zbudować na niej sierociniec i dom, w którym mogliby pracować i odpoczywać chorzy ukraińscy pisarze. Plany przerwała jej nagła śmierć.
Została pochowana we Lwowie. 

## Upamiętnienie
Jedna z ulic w jej rodzinnej miejscowości nosi jej imię. Iwan Franko zadedykował jej wiersz Anna P..